# Территориальный спор между Словенией и Хорватией

Карта территорий, спорных между Хорватией и Словенией

Территориальный спор между Словенией и Хорватией возник после провозглашения независимости обеих стран вследствие распада Югославии в 1991 году.
Согласно данным Статистического бюро Хорватии, Хорватия и Словения имеют 668 километров совместной границы. По данным Статистического управления Республики Словения, длина хорватско-словенской границы составляет 670 километров. Наиболее спорным участком границы является акватория Пиранского залива.
Первоначально пограничные споры не оказывали существенного влияния на словенско-хорватские отношения. Ситуация начала меняться к худшему во второй половине 2000-х годов, когда Словения, используя наличие территориальных споров как предлог, дважды (в декабре 2008 года и в сентябре-октябре 2009 года) блокировала заявку Хорватии на вступление в Европейский союз .
В этих условиях обе страны приняли решение обратиться к мировому сообществу за помощью в решении территориального спора и согласились на международный арбитраж. Соглашение об арбитраже было подписано 4 ноября 2009 года в Стокгольме: свои подписи на нём поставили премьер-министр Словении Борут Пахор, его хорватская коллега Ядранка Косор, а также председатель Европейского совета Херман ван Ромпёй. 28 июля 2015 года Хорватия вышла из арбитража, заявив о нарушении Словенией арбитражных правил.
29 июня 2017 года Постоянная палата третейского суда вынесла постановление о границе, обязательное для исполнения обоими участниками спора. Палата определила принадлежность спорных участков сухопутной границы в районе Пиранского залива и постановила, что Словения должна иметь прямой доступ к международным водам на севере Адриатического моря через коридор, пересекающий хорватские воды. Также Палатой было принято решение по ряду менее значительных спорных вопросов, связанных с хорватско-словенской границей. Решение Палаты было одобрительно воспринято Словенией, однако Хорватия заявила, что не собирается выполнять его.